# 이경선 (탁구 선수)
이경선(李京扇, 1976년 12월 26일 ~ )은 대한민국의 탁구 선수였다. 1994년 중국 천진 아시아 선수권대회에서 단체 동메달을 획득하였다.

## 학력
- 서울창동초등학교[2]
- 동덕여자중학교[2]
- 동덕여자고등학교[2]

## 참조
1. ↑  “여자탁구 이경선 '여왕꿈'이 자라는 핑퐁'신데렐라'”. 경향신문. 1996년 3월 21일.
2. 1 2 3 4  “이경선”. 경향신문. 1996년 3월 21일.